# Ait Majden
Ait Majden (franska: Ait Majden (CR), Ait Majden (Commune Rurale), arabiska: تسقي) är en kommun i Marocko.   Den ligger i provinsen Azilal och regionen Béni Mellal-Khénifra, i den nordöstra delen av landet, 240 km söder om huvudstaden Rabat. Antalet invånare är 15 831.